# Copa Colombia 2019
Die Copa Colombia 2019, nach einem Sponsor auch Copa Águila genannt, war eine Austragung des kolumbianischen Pokalwettbewerbs im Fußball der Herren. Am Pokalwettbewerb nahmen alle Mannschaften der Categoría Primera A und der Categoría Primera B teil. Vorjahressieger war Atlético Nacional.
Pokalsieger wurde Independiente Medellín, das sich im Finale gegen Deportivo Cali durchsetzen konnte.

## Modus
Der Modus veränderte sich im Vergleich zum Vorjahr. Die Copa Colombia beginnt wieder mit einer Gruppenphase, in der die 16 Zweitligisten und die zwölf Vereine der ersten Liga, die 2019 an keinem internationalen Wettbewerb teilnehmen, auf sieben Gruppen à vier Mannschaften nach regionalen Kriterien verteilt, spielen. Für das Achtelfinale qualifizieren sich die sieben Gruppensieger und der beste Gruppenzweite sowie die Vereine, die 2019 an einem internationalen Wettbewerb teilnehmen (Deportes Tolima, Junior, Independiente Medellín, Atlético Nacional, Once Caldas, La Equidad, Rionegro Águilas und Deportivo Cali). Ab dem Achtelfinale wird im K.-o.-System mit Hin- und Rückspielen gespielt. Der Sieger der Copa Colombia ist direkt für die Copa Libertadores 2020 qualifiziert. Wenn der Sieger bereits über die Liga qualifiziert ist, übernimmt die beste noch nicht für die Libertadores qualifizierte Mannschaft der Gesamttabelle der Liga den Startplatz.

## Teilnehmer
Die folgenden Vereine nahmen an der Copa Colombia 2019 teil.
| Categoría Primera A    | Categoría Primera B   |
| ---------------------- | --------------------- |
| Alianza Petrolera      | Atlético FC           |
| América de Cali        | Barranquilla FC       |
| Atlético Bucaramanga   | Bogotá FC             |
| Atlético Huila         | Boyacá Chicó FC       |
| Atlético Nacional      | Cortuluá              |
| Cúcuta Deportivo       | Deportes Quindío      |
| Deportes Tolima        | Deportivo Pereira     |
| Deportivo Cali         | Fortaleza FC          |
| Deportivo Pasto        | Leones FC             |
| Envigado FC            | Llaneros FC           |
| Independiente Medellín | Orsomarso SC          |
| Independiente Santa Fe | Real Cartagena        |
| Jaguares de Córdoba    | Real San Andrés       |
| Junior                 | Tigres FC             |
| La Equidad             | Universitario Popayán |
| Millonarios            | Valledupar FC         |
| Once Caldas            |                       |
| Patriotas Boyacá       |                       |
| Rionegro Águilas       |                       |
| Unión Magdalena        |                       |

## Gruppenphase

### Gruppe A
| Pl. | Verein              | Sp. | S | U | N | Tore    | Diff. | Punkte |
| --- | ------------------- | --- | - | - | - | ------- | ----- | ------ |
| 1.  | Deportivo Pereira   | 6   | 4 | 2 | 0 | 016:700 | +9    | 14     |
| 2.  | Leones FC           | 6   | 2 | 2 | 2 | 008:800 | ±0    | 08     |
| 3.  | Envigado FC         | 6   | 0 | 5 | 1 | 005:700 | −2    | 05     |
| 4.  | Jaguares de Córdoba | 6   | 0 | 3 | 3 | 007:140 | −7    | 03     |

| 13. Februar 2019    |     |                     |                                                |
| Envigado FC         | 1:1 | Jaguares de Córdoba | Estadio Polideportivo Sur, Envigado            |
| 14. Februar 2019    |     |                     |                                                |
| Deportivo Pereira   | 2:1 | Leones FC           | Estadio Hernán Ramírez Villegas, Pereira       |
| 13. März 2019       |     |                     |                                                |
| Leones FC           | 0:0 | Envigado FC         | Estadio Metropolitano Ciudad de Itagüí, Itagüí |
| 14. März 2019       |     |                     |                                                |
| Jaguares de Córdoba | 2:2 | Deportivo Pereira   | Estadio Jaraguay, Montería                     |
| 20. März 2019       |     |                     |                                                |
| Jaguares de Córdoba | 1:3 | Leones FC           | Estadio Jaraguay                               |
| 21. März 2019       |     |                     |                                                |
| Envigado FC         | 0:0 | Deportivo Pereira   | Estadio Polideportivo Sur                      |
| 10. April 2019      |     |                     |                                                |
| Leones FC           | 1:0 | Jaguares de Córdoba | Estadio Metropolitano Ciudad de Itagüí         |
| 11. April 2019      |     |                     |                                                |
| Deportivo Pereira   | 3:1 | Envigado FC         | Estadio Hernán Ramírez Villegas                |
| 24. April 2019      |     |                     |                                                |
| Deportivo Pereira   | 5:1 | Jaguares de Córdoba | Estadio Hernán Ramírez Villegas                |
| Envigado FC         | 1:1 | Leones FC           | Estadio Polideportivo Sur                      |
| 8. Mai 2019         |     |                     |                                                |
| Jaguares de Córdoba | 2:2 | Envigado FC         | Estadio Jaraguay                               |
| Leones FC           | 2:4 | Deportivo Pereira   | Estadio Metropolitano Ciudad de Itagüí         |

### Gruppe B
| Pl. | Verein                 | Sp. | S | U | N | Tore    | Diff. | Punkte |
| --- | ---------------------- | --- | - | - | - | ------- | ----- | ------ |
| 1.  | Independiente Santa Fe | 6   | 2 | 4 | 0 | 010:700 | +3    | 10     |
| 2.  | Patriotas Boyacá       | 6   | 2 | 3 | 1 | 007:500 | +2    | 09     |
| 3.  | Boyacá Chicó FC        | 6   | 1 | 4 | 1 | 006:600 | ±0    | 07     |
| 4.  | Bogotá FC              | 6   | 1 | 1 | 4 | 004:900 | −5    | 04     |

| 13. Februar 2019       |     |                        |                                        |
| Boyacá Chicó FC        | 1:1 | Patriotas Boyacá       | Estadio La Independencia, Tunja        |
| 14. Februar 2019       |     |                        |                                        |
| Independiente Santa Fe | 1:0 | Bogotá FC              | Estadio Nemesio Camacho, Bogotá}       |
| 13. März 2019          |     |                        |                                        |
| Patriotas Boyacá       | 0:0 | Boyacá Chicó FC        | Estadio La Independencia               |
| 14. März 2019          |     |                        |                                        |
| Bogotá FC              | 2:2 | Independiente Santa Fe | Estadio Metropolitano de Techo, Bogotá |
| 20. März 2019          |     |                        |                                        |
| Bogotá FC              | 0:3 | Patriotas Boyacá       | Estadio Metropolitano de Techo         |
| Boyacá Chicó FC        | 2:2 | Independiente Santa Fe | Estadio La Independencia               |
| 10. April 2019         |     |                        |                                        |
| Patriotas Boyacá       | 1:0 | Bogotá FC              | Estadio La Independencia               |
| Independiente Santa Fe | 1:1 | Boyacá Chicó FC        | Estadio Nemesio Camacho                |
| 24. April 2019         |     |                        |                                        |
| Independiente Santa Fe | 1:1 | Patriotas Boyacá       | Estadio Nemesio Camacho                |
| Boyacá Chicó FC        | 2:1 | Bogotá FC              | Estadio La Independencia               |
| 8. Mai 2019            |     |                        |                                        |
| Bogotá FC              | 1:0 | Boyacá Chicó FC        | Estadio Metropolitano de Techo         |
| Patriotas Boyacá       | 1:3 | Independiente Santa Fe | Estadio La Independencia               |

### Gruppe C
| Pl. | Verein         | Sp. | S | U | N | Tore    | Diff. | Punkte |
| --- | -------------- | --- | - | - | - | ------- | ----- | ------ |
| 1.  | Millonarios FC | 6   | 5 | 1 | 0 | 010:300 | +7    | 16     |
| 2.  | Tigres FC      | 6   | 2 | 2 | 2 | 005:700 | −2    | 08     |
| 3.  | Llaneros FC    | 6   | 1 | 3 | 2 | 004:500 | −1    | 06     |
| 4.  | Fortaleza FC   | 6   | 0 | 2 | 4 | 003:700 | −4    | 02     |

| 13. Februar 2019 |     |                |                                             |
| Llaneros FC      | 0:1 | Tigres FC      | Estadio Manuel Calle Lombana, Villavicencio |
| Millonarios FC   | 1:0 | Fortaleza FC   | Estadio Nemesio Camacho, Bogotá             |
| 13. März 2019    |     |                |                                             |
| Tigres FC        | 0:0 | Llaneros FC    | Estadio Metropolitano de Techo, Bogotá      |
| Fortaleza FC     | 0:1 | Millonarios FC | Estadio Municipal, Cota                     |
| 20. März 2019    |     |                |                                             |
| Llaneros FC      | 1:2 | Millonarios FC | Estadio Manuel Calle Lombana                |
| 21. März 2019    |     |                |                                             |
| Fortaleza FC     | 1:1 | Tigres FC      | Estadio Municipal de Cota                   |
| 10. April 2019   |     |                |                                             |
| Tigres FC        | 2:1 | Fortaleza FC   | Estadio Metropolitano de Techo              |
| 11. April 2019   |     |                |                                             |
| Millonarios FC   | 1:1 | Llaneros FC    | Estadio Nemesio Camacho                     |
| 24. April 2019   |     |                |                                             |
| Fortaleza FC     | 1:1 | Llaneros FC    | Estadio Municipal de Cota                   |
| 25. April 2019   |     |                |                                             |
| Tigres FC        | 1:3 | Millonarios FC | Estadio Metropolitano de Techo              |
| 8. Mai 2019      |     |                |                                             |
| Llaneros FC      | 1:0 | Fortaleza FC   | Estadio Manuel Calle Lombana                |
| Millonarios FC   | 2:0 | Tigres FC      | Estadio Nemesio Camacho                     |

### Gruppe D
| Pl. | Verein               | Sp. | S | U | N | Tore    | Diff. | Punkte |
| --- | -------------------- | --- | - | - | - | ------- | ----- | ------ |
| 1.  | Atlético Bucaramanga | 6   | 2 | 3 | 1 | 009:500 | +4    | 09     |
| 2.  | Cúcuta Deportivo     | 6   | 1 | 5 | 0 | 009:800 | +1    | 08     |
| 3.  | Alianza Petrolera    | 6   | 2 | 2 | 2 | 007:600 | +1    | 08     |
| 4.  | Valledupar FC        | 6   | 0 | 4 | 2 | 006:120 | −6    | 04     |

| 13. Februar 2019     |     |                      |                                              |
| Atlético Bucaramanga | 1:2 | Alianza Petrolera    | Estadio Alfonso López, Bucaramanga           |
| 14. Februar 2019     |     |                      |                                              |
| Valledupar FC        | 3:3 | Cúcuta Deportivo     | Estadio Armando Maestre Pavajeau, Valledupar |
| 13. März 2019        |     |                      |                                              |
| Valledupar FC        | 0:0 | Atlético Bucaramanga | Estadio Armando Maestre Pavajeau             |
| 14. März 2019        |     |                      |                                              |
| Cúcuta Deportivo     | 2:1 | Alianza Petrolera    | Estadio General Santander, Cúcuta            |
| 20. März 2019        |     |                      |                                              |
| Alianza Petrolera    | 1:1 | Cúcuta Deportivo     | Estadio Daniel Villa Zapata, Barrancabermeja |
| Atlético Bucaramanga | 5:1 | Valledupar FC        | Estadio Alfonso López                        |
| 10. April 2019       |     |                      |                                              |
| Cúcuta Deportivo     | 0:0 | Atlético Bucaramanga | Estadio General Santander                    |
| Alianza Petrolera    | 2:0 | Valledupar FC        | Estadio Daniel Villa Zapata                  |
| 24. April 2019       |     |                      |                                              |
| Valledupar FC        | 1:1 | Alianza Petrolera    | Estadio Armando Maestre Pavajeau             |
| 25. April 2019       |     |                      |                                              |
| Atlético Bucaramanga | 2:2 | Cúcuta Deportivo     | Estadio Alfonso López                        |
| 8. Mai 2019          |     |                      |                                              |
| Alianza Petrolera    | 0:1 | Atlético Bucaramanga | Estadio Daniel Villa Zapata                  |
| Cúcuta Deportivo     | 1:1 | Valledupar FC        | Estadio General Santander                    |

### Gruppe E
| Pl. | Verein          | Sp. | S | U | N | Tore    | Diff. | Punkte |
| --- | --------------- | --- | - | - | - | ------- | ----- | ------ |
| 1.  | Real San Andrés | 6   | 3 | 1 | 2 | 011:900 | +2    | 10     |
| 2.  | Real Cartagena  | 6   | 2 | 3 | 1 | 008:400 | +4    | 09     |
| 3.  | Unión Magdalena | 6   | 2 | 3 | 1 | 009:800 | +1    | 09     |
| 4.  | Barranquilla FC | 6   | 1 | 1 | 4 | 004:110 | −7    | 04     |

| 13. Februar 2019 |     |                 |                                        |
| Real Cartagena   | 4:0 | Barranquilla FC | Estadio Jaime Morón León, Cartagena    |
| 13. März 2019    |     |                 |                                        |
| Real San Andrés  | 1:0 | Real Cartagena  | Estadio Erwin O’Neill, San Andrés      |
| Unión Magdalena  | 1:0 | Barranquilla FC | Estadio Sierra Nevada, Santa Marta     |
| 20. März 2019    |     |                 |                                        |
| Barranquilla FC  | 0:1 | Unión Magdalena | Estadio Romelio Martínez, Barranquilla |
| Real Cartagena   | 1:0 | Real San Andrés | Estadio Jaime Morón León               |
| 3. April 2019    |     |                 |                                        |
| Real San Andrés  | 3:3 | Unión Magdalena | Estadio Erwin O’Neill                  |
| 10. April 2019   |     |                 |                                        |
| Barranquilla FC  | 1:0 | Real San Andrés | Estadio Romelio Martínez               |
| Unión Magdalena  | 1:1 | Real Cartagena  | Estadio Sierra Nevada                  |
| 24. April 2019   |     |                 |                                        |
| Real Cartagena   | 0:0 | Unión Magdalena | Estadio Jaime Morón León               |
| 25. April 2019   |     |                 |                                        |
| Real San Andrés  | 3:1 | Barranquilla FC | Estadio Erwin O’Neill                  |
| 8. Mai 2019      |     |                 |                                        |
| Unión Magdalena  | 3:4 | Real San Andrés | Estadio Sierra Nevada                  |
| Barranquilla FC  | 2:2 | Real Cartagena  | Estadio Romelio Martínez               |

### Gruppe F
| Pl. | Verein                | Sp. | S | U | N | Tore    | Diff. | Punkte |
| --- | --------------------- | --- | - | - | - | ------- | ----- | ------ |
| 1.  | América de Cali       | 6   | 5 | 1 | 0 | 008:200 | +6    | 16     |
| 2.  | Deportivo Pasto       | 6   | 4 | 1 | 1 | 009:600 | +3    | 13     |
| 3.  | Universitario Popayán | 6   | 0 | 2 | 4 | 006:100 | −4    | 02     |
| 4.  | Atlético FC           | 6   | 0 | 2 | 4 | 004:900 | −5    | 02     |

| 13. Februar 2019      |     |                       |                                         |
| América de Cali       | 1:0 | Universitario Popayán | Estadio Olímpico Pascual Guerrero, Cali |
| 14. Februar 2019      |     |                       |                                         |
| Atlético FC           | 1:2 | Deportivo Pasto       | Estadio Olímpico Pascual Guerrero       |
| 13. März 2019         |     |                       |                                         |
| Universitario Popayán | 2:2 | Atlético FC           | Estadio Deportivo Cali, Palmira         |
| Deportivo Pasto       | 0:2 | América de Cali       | Estadio Municipal, Ipiales              |
| 20. März 2019         |     |                       |                                         |
| Universitario Popayán | 2:3 | Deportivo Pasto       | Estadio Deportivo Cali                  |
| 21. März 2019         |     |                       |                                         |
| América de Cali       | 1:0 | Atlético FC           | Estadio Olímpico Pascual Guerrero       |
| 10. April 2019        |     |                       |                                         |
| Deportivo Pasto       | 1:0 | Universitario Popayán | Estadio Municipal de Ipiales            |
| 11. April 2019        |     |                       |                                         |
| Atlético FC           | 0:1 | América de Cali       | Estadio Olímpico Pascual Guerrero       |
| 24. April 2019        |     |                       |                                         |
| América de Cali       | 1:1 | Deportivo Pasto       | Estadio Olímpico Pascual Guerrero       |
| 25. April 2019        |     |                       |                                         |
| Atlético FC           | 1:1 | Universitario Popayán | Estadio Olímpico Pascual Guerrero       |
| 8. Mai 2019           |     |                       |                                         |
| Universitario Popayán | 1:2 | América de Cali       | Estadio Olímpico Pascual Guerrero       |
| Deportivo Pasto       | 2:0 | Atlético FC           | Estadio Municipal de Ipiales            |

### Gruppe G
| Pl. | Verein           | Sp. | S | U | N | Tore    | Diff. | Punkte |
| --- | ---------------- | --- | - | - | - | ------- | ----- | ------ |
| 1.  | Orsomarso SC     | 6   | 4 | 1 | 1 | 011:500 | +6    | 13     |
| 2.  | Atlético Huila   | 6   | 3 | 2 | 1 | 007:600 | +1    | 11     |
| 3.  | Cortuluá         | 6   | 1 | 2 | 3 | 005:700 | −2    | 05     |
| 4.  | Deportes Quindío | 6   | 1 | 1 | 4 | 004:900 | −5    | 04     |

| 13. Februar 2019 |     |                  |                                           |
| Atlético Huila   | 1:0 | Cortuluá         | Estadio Guillermo Plazas Alcid, Neiva     |
| Deportes Quindío | 0:1 | Orsomarso SC     | Estadio Centenario, Armenia               |
| 13. März 2019    |     |                  |                                           |
| Orsomarso SC     | 3:0 | Atlético Huila   | Estadio Francisco Rivera Escobar, Palmira |
| Cortuluá         | 0:1 | Deportes Quindío | Estadio Doce de Octubre, Tuluá            |
| 21. März 2019    |     |                  |                                           |
| Deportes Quindío | 1:3 | Atlético Huila   | Estadio Centenario                        |
| Orsomarso SC     | 3:1 | Cortuluá         | Estadio Francisco Rivera Escobar          |
| 10. April 2019   |     |                  |                                           |
| Cortuluá         | 2:0 | Orsomarso SC     | Estadio Doce de Octubre                   |
| 11. April 2019   |     |                  |                                           |
| Atlético Huila   | 1:0 | Deportes Quindío | Estadio Guillermo Plazas Alcid            |
| 25. April 2019   |     |                  |                                           |
| Deportes Quindío | 1:1 | Cortuluá         | Estadio Centenario                        |
| Atlético Huila   | 1:1 | Orsomarso SC     | Estadio Guillermo Plazas Alcid            |
| 8. Mai 2019      |     |                  |                                           |
| Cortuluá         | 1:1 | Atlético Huila   | Estadio Doce de Octubre                   |
| Orsomarso SC     | 3:1 | Deportes Quindío | Estadio Francisco Rivera Escobar          |

### Rangliste der Gruppenzweiten
Der beste Gruppenzweite qualifiziert sich für das Achtelfinale.
| Pl. | Verein           | Sp. | S | U | N | Tore    | Diff. | Punkte |
| --- | ---------------- | --- | - | - | - | ------- | ----- | ------ |
| 1.  | Deportivo Pasto  | 6   | 4 | 1 | 1 | 009:600 | +3    | 13     |
| 2.  | Atlético Huila   | 6   | 3 | 2 | 1 | 007:600 | +1    | 11     |
| 3.  | Real Cartagena   | 6   | 2 | 3 | 1 | 008:400 | +4    | 09     |
| 4.  | Patriotas Boyacá | 6   | 2 | 3 | 1 | 007:500 | +2    | 09     |
| 5.  | Cúcuta Deportivo | 6   | 1 | 5 | 0 | 009:800 | +1    | 08     |
| 6.  | Leones FC        | 6   | 2 | 2 | 2 | 008:800 | ±0    | 08     |
| 7.  | Tigres FC        | 6   | 2 | 2 | 2 | 005:700 | −2    | 08     |

## Achtelfinale
Den acht qualifizierten Mannschaften der Gruppenphase wurden die acht kolumbianischen Teilnehmern an internationalen Wettbewerben im Jahr 2019 zugelost.
Heimrecht im Rückspiel hatten die acht Qualifikanten der Gruppenphase. Die Hinspiele wurden vom 24. Juli bis 8. August und die Rückspiele am 14. und 15. August 2019 ausgetragen.
|                        | Gesamt          |                        | Hinspiel | Rückspiel |
| ---------------------- | --------------- | ---------------------- | -------- | --------- |
| Rionegro Águilas       | 1:2             | Deportivo Pereira      | 1:1      | 0:1       |
| Atlético Nacional      | 3:2             | Independiente Santa Fe | 3:0      | 0:2       |
| Independiente Medellín | 4:3             | Millonarios FC         | 2:1      | 2:2       |
| Junior                 | 4:1             | Atlético Bucaramanga   | 2:0      | 2:1       |
| Deportivo Cali         | 2:0             | Real San Andrés        | 1:0      | 1:0       |
| Once Caldas            | 2:1             | América de Cali        | 2:1      | 0:0       |
| Deportes Tolima        | 8:0             | Orsomarso SC           | 3:0      | 5:0       |
| La Equidad             | 4:4 (3:4 i. E.) | Deportivo Pasto        | 3:2      | 1:2       |

## Viertelfinale
Heimrecht im Rückspiel hatte jeweils die Mannschaft, die im Achtelfinale mehr Punkte erzielt hat. Die Hinspiele wurden am 28. und 29. August und die Rückspiele am 11. und 12. September 2019 ausgetragen.
|                   | Gesamt          |                        | Hinspiel | Rückspiel |
| ----------------- | --------------- | ---------------------- | -------- | --------- |
| Deportivo Pasto   | 4:2             | Deportivo Pereira      | 4:0      | 0:2       |
| Atlético Nacional | 1:2             | Deportes Tolima        | 0:1      | 1:1       |
| Once Caldas       | 2:4             | Independiente Medellín | 2:3      | 0:1       |
| Deportivo Cali    | 3:3 (4:3 i. E.) | Junior                 | 2:1      | 1:2       |

## Halbfinale
Heimrecht im Rückspiel hatte jeweils die Mannschaft, die in der Finalrunde mehr Punkte erzielt hat. Die Hinspiele wurden am 25. September und die Rückspiele am 16. Oktober 2019 ausgetragen.
|                 | Gesamt |                        | Hinspiel | Rückspiel |
| --------------- | ------ | ---------------------- | -------- | --------- |
| Deportivo Pasto | 3:5    | Independiente Medellín | 1:2      | 2:3       |
| Deportivo Cali  | 3:2    | Deportes Tolima        | 2:1      | 1:1       |

## Finale
Heimrecht im Rückspiel hatte die Mannschaft, die in der Finalrunde mehr Punkte erzielt hat. Das Hinspiel wurde am 2. und das Rückspiel am 6. November 2019 ausgetragen.
|                | Gesamt |                        | Hinspiel | Rückspiel |
| -------------- | ------ | ---------------------- | -------- | --------- |
| Deportivo Cali | 3:4    | Independiente Medellín | 2:2      | 1:2       |